# Karl Olma
Karl Olma, pseudonim Michael Zöllner (ur. 24 czerwca 1914 w Hałcnowie, obecnie dzielnicy Bielska-Białej, zm. 23 lutego 2001 w Ingolstadt) – niemiecki liryk, aforysta, dziennikarz i tłumacz. Tworzył poezję w języku hałcnowskim. Kształcił się w niemieckim gimnazjum w Bielsku-Białej. Pracował w Związku Katolików Niemieckich w Katowicach. Był też dziennikarzem w „Hohensalzaer Zeitung”, a po roku 1948, gdy osiadł w Ingolstadt (Niemcy), działał jako redaktor naczelny pisma „Donau-Kurier”.

## Twórczość
- Powieść: Pflüger im Nebel (Gebundene Ausgabe), von Michael Zöllner, Oberschlesischer Heimatverl. (1960)
- Opowiadanie: In den Fängen der Eule. Und andere Erzählungen aus Oberschlesien von Michael Zöllner, Oberschlesischer Heimatverlag GmbH (Taschenbuch -1991)
- Tomiki wierszy:
  - Nernt die Erbsünde
  - Alza. Gedichte und Lieder einer untergehenden Mundart von Michael Zöllner von Oberschlesischer Heimatverlag GmbH (Taschenbuch - 1989)
  - Zwischen Olsa und Sola
  - Das Eis zersingen
- Zbiór aforyzmów: Hahnenschrei
- Pozostała twórczość:
  - Ostschlesisches Credo (Broschiert) von Michael Zöllner, Beskidenland-Verl. (1963)
  - Wiener Pohinten, von: Michael Zöllner, 1987
  - Elfen auf Zeit von Karl (d.i. Michael Zöllner) Olma (Broschüre - 1990)